# متلازمة غولدمان فافر
متلازمة غولدمان فافر اضطراب جيني نادر يتميز بالعشى مبكر البدء وانخفاض حدة البصر وموجودات غير طبيعية في قعر العين. وهو نوع من التنكس الزجاجي الشبكي التدريجي.
تكون هذه الحالة أكثر حدوثًا لدى يهود مارانوس الذين يعيشون في بلمونتي في البرتغال.

## العلامات والأعراض
تبدأ الأعراض لدى المصابين بهذه الحالة عادةً بعلامات العشى (المعروف أيضًا باسم العمى الليلي) خلال طفولتهم المبكرة، بالإضافة إلى زيادة الحساسية للضوء الأزرق والانخفاض التدريجي في حدة البصر في كلتا العينين والساد وفقدان الرؤية المحيطية وسيولة الجسم الزجاجي وانفصاله ورواسب الصباغ المتكتلة في قعر العين، وانشقاق الشبكية المحيطية أو المركزية واستسقاء بقعي كيسي وتنكس الشبكية. يُكشف أحيانًا ضمور العصب البصري.

## المضاعفات
لهذه الحالة الكثير من المضاعفات المرتبطة بها.
من أهم المضاعفات تلك المرتبطة بالتشوهات البصرية المميزة لهذه الحالة، مثالًا: الساد وتنكس الشبكية والعمى الليلي. قد تصل الإصابة إلى ضعف شديد في البصر إذا بقيت دون علاج.

## المسببات
يُولد مرضى متلازمة غولدمان فافر بمخاريط زرقاء زائدة وكمية منخفضة من المخاريط الحمراء والخضراء، وغياب تام للعصي العاملة أو كميات قليلة جدًا منها. يؤدي هذا الأمر إلى زيادة الحساسية للضوء الأزرق وهي عرض مميز لهذه الحالة.
تحدث هذه الحالة بسبب طفرات صبغية جسمية متنحية في جين NR2E3 الموجود على الصبغي 15.

## التشخيص
يمكن تشخيص متلازمة غولدمان فافر من خلال فحوصات العين (مثل التألق الذاتي لقعر العين وتخطيط كهربية الشبكية والتصوير المقطعي للترابط البصري) مع التحري عن تسلسل جين NR2E3 لكشف الطفرات.

## العلاج
على الرغم من عدم وجود علاج فعال لهذه الحالة، يمكن استخدام جراحة الساد ووسائل المساعدة على الرؤية.
وفرت طرق العلاج مثل الاستئصال بليزر دايود 810 نانومتر و/أو بيفاسيزوماب و/أو أسيتونيد تريامسينولون إمكانية السيطرة على بعض الأعراض البصرية لدى مريضة تبلغ من العمر 64 عامًا.

## الانتشار
تحدث هذه الحالة بمعدل أقل من 1 من أصل مليون شخص وفقًا لأورفانيت.

## الحالات
تضم القائمة التالية بعض الحالات المدرجة في الصفحة الخاصة بهذه المتلازمة ضمن قاعدة بيانات الوراثة المندلية البشرية عبر الإنترنت:
- وصف فافر وآخرون شقيقين مراهقين فرنسيين من جنسين مختلفين. من بين الاثنين، تأثر الأخ (الذي كان يبلغ من العمر 16 عامًا) تأثرًا أكبر. واجه صعوبات في المشي داخل شقة والدته مع حلول الليل منذ الطفولة (العمى الليلي)، وكانت حدة بصره تبلغ 0.3 في عينه اليسرى و0.4 في عينه اليمنى. كانت لديه أيضًا موجودات أخرى، مثل براعم تذوق غير طبيعية و«بقعة شبكية رخامية الشكل قليلًا» ومناطق موضعية من ضمور مشيمي شبكي مع تصبغ يشبه التهاب الشبكية الصباغي وغيرها.[17]
- وصف جيه إي ماكفايكار وآخرون أخوين اثنين، مولودين من زواج الأقارب، أظهرا علامات «انشقاق شبكية مجهول السبب وخفش (عمى نهاري) مبكر، نوع غولدمان فافر» إلى جانب أعراض أخرى مثل ورم شبيه بالورم الوعائي لدى أحد الأخوين وثقب بقعة رقائقي لدى الأخ الآخر. وصفوا أيضًا أنثيين غير مصابتين لديهما تصبغ «شبه مُجمّع» ربما كانتا متغايرتي الزيجوت للطفرة الجينية.[18]
- وصف هود وآخرون ثلاثة مرضى يعانون من هذه الحالة وحللوا جيناتهم المرتبطة بعائلة عامل النسخ ETS ووجدوا وفرة من مخاريط إس التي تحل محل مخاريط إل وإم وبالتالي تخفضهما.[19]
- وصف إس جيربر وآخرون عددًا كبيرًا من الأقارب من اليهود المتخفين الذين يعيشون في البرتغال. ينتمي هؤلاء السكان (المعروفون أيضًا باسم يهود بلمونتي) إلى مجموعة أكبر في جميع أنحاء البرتغال (مارانوس) وهم أحفاد اليهود الإسبان الذين فروا إلى البرتغال واضطروا إلى التحول عن دينهم من أجل حماية أنفسهم. كان السكان الذين دُرسوا في تقرير الحالة هذا من بلمونتي، وهي منطقة جبلية معزولة في بيرا بايكسا في البرتغال تضم آخر السكان المتبقين الذين يمارسون المارانوس. أُرجعت هذه الحالة إلى طفرة في الكروموسوم 15q22-24. أشارت دراسات النمط الفرداني إلى أن هذه الطفرة حدثت في فترة ما بعد استقرار هذه المجموعة في المنطقة.[20]